# Pila (district de Karlovy Vary)
Pour les articles homonymes, voir Pila.
Pila (en allemand : Schneidmühl) est une commune du district et de la région de Karlovy Vary, en République tchèque. Sa population s'élevait à 552 habitants en 2020.

## Géographie
Pila se trouve à 7 km au sud-est de Karlovy Vary et à 109 km à l'est-sud-est de Prague.
La commune est limitée par Karlovy Vary au nord, par Andělská Hora et Stružná à l'est, par Bochov à l'est et au sud, et par Stanovice et Kolová à l'ouest.

## Histoire
La première mention écrite de la localité date de 1721.